# Pediana horni
Pediana horni är en spindelart som först beskrevs av Henry Roughton Hogg 1896.  Pediana horni ingår i släktet Pediana och familjen jättekrabbspindlar. Inga underarter finns listade i Catalogue of Life.